# Villa Alibert
Villa Alibert, nota anche come Orti d'Alibert, è una villa barocca di Roma del XVII secolo. Si trova in via degli Orti d'Alibert, nel rione Trastevere. Ha anche un accesso su via delle Mantellate.

## Storia
La struttura originaria del cosiddetto Palazzo d'Alibert era una residenza con giardino proprietà di Maria Vittoria Cenci, che lei portò come dote quando, nel 1663, si sposò con il conte Giacomo d'Alibert (1626-1713), segretario della regina Cristina di Svezia.
Il palazzo serviva anche alla realizzazione di ciò che più appassionava il conte, il teatro. Tra le sue realizzazioni, con il sostegno della regina, vi fu la costruzione del primo teatro musicale al pubblico a Roma, il Teatro Tordinona (il figlio nel 1713 ne costruì un altro, il teatro d'Alibert, vicino Piazza di Spagna).
La casa e il giardino vennero quindi ristrutturati e l'edificio fu parzialmente modificato fino a raggiungere la forma attuale dal conte d'Alibert, il quale ordinò anche la costruzione di un'elegante casina con un piccolo giardino, molto lussuosa. Nella grande mappa di Falda (1676), il palazzo appare, ma senza nome, e il giardino è rappresentato isolato. Nella mappa del Nolli (1748), invece, la planimetria è molto fedele. Il muro in via degli Orti d'Alibert seguiva longitudinalmente un asse principale, parallelo alla strada e suddiviso in otto settori.
Non si conosce però l'architetto della “villa”. Disposta su due piani e un mezzanino, la villa, a causa della profondità ridotta e dei vincoli del terreno, finisce per fare da sfondo al giardino, poiché lo spazio è sufficiente per una sola fila di stanze.
La facciata ha pianta a "C", con un corpo centrale in basso e due ali laterali leggermente avanzate, è caratterizzata dalla presenza, molto originale, di specchi rustici con strutture in pietra calcarea e intonaco. Al centro, tra due modesti portali d'ingresso, si trova una graziosa fontana-ninfeo, inserita all'interno di una grande finestra ad arco, con rocce rustiche e vegetazione, originariamente con acqua. Il fascino di questo ninfeo aumentò molto tempo dopo i drammatici eventi di cui fu testimone durante la Seconda guerra mondiale e riprese grazie ad un gruppo di speleologi del "Centro Ricerche Sotterranee di Roma".
Una grata ricavata in un'apertura della copertura rocciosa della fontana-ninfeo funge da ingresso al percorso dell'acqua che in passato alimentava la fontana (collegata all'acquedotto dell'acqua Paola) e che fu trasformato in una galleria che permetteva di raggiungere il Gianicolo, nella zona di Villa Lante. Questo passaggio segreto fu ampiamente utilizzato durante la guerra per dare rifugio alle persone che dovevano sfuggire ai nazisti, come avvenne il 16 ottobre 1943, quando le SS, dopo aver effettuato un rastrellamento nel Ghetto di Roma, radunarono migliaia di ebrei nel vicino Palazzo Salviati alla Lungara.
Alcuni riuscirono a sfuggire ai tedeschi e si salvarono grazie al tunnel. Di fronte alla villa, infine, si apre un piazzale separato dal giardino da un pianoro pianeggiante, forse un palcoscenico per rappresentazioni teatrali, grande passione del conte d'Alibert. Tra questo palco e il giardino si trova una splendida fontana curvilinea.